# Freie Arbeiterinnen- und Arbeiter-Union
Freie Arbeiterinnen- und Arbeiter-Union (FAU) – niemiecki anarchosyndykalistyczny związek zawodowy założony w 1977. Od 2018 należy do Międzynarodowej Konfederacji Pracy.

## Historia
FAU nawiązuje do tradycji przedwojennego Niemieckiego Związku Wolnych Robotników (niem. Freie Arbeiter Union Deutschlands; FAUD), największego związku anarchosyndykalistycznego w Niemczech aż do jego rozwiązania w 1933. FAU został założony w 1977 i konsekwentnie rozwijany przez całe lata 90. Obecnie związek składa się mniej więcej z 45 grup zorganizowanych lokalnie i według gałęzi gospodarki. Ze względu na to, że odrzucana jest hierarchiczna organizacja i reprezentacja polityczna, a także wspierana koncepcja federalizmu, większość decyzji podejmują lokalne związki zawodowe. Organizacja federalistyczna istnieje w celu koordynowania strajków, kampanii i działań oraz w celach komunikacyjnych. W różnych lokalnych związkach organizuje się 800–1000 członków.  
Związek do 2016 należał do Międzynarodowego Stowarzyszenia Pracowników. W 2018 został jednym ze współzałożycieli Międzynarodowej Konfederacji Pracy (ICL), do której należy m.in. Ogólnopolski Związek Zawodowy „Inicjatywa Pracownicza”.  
FAU publikuje dwumiesięczną anarchosyndykalistyczną gazetę Direkte Aktion, a także różne broszury dotyczące aktualnych oraz historycznych tematów.